# Revuelta íbera
La revuelta íbera (197-195 a. C.) fue una rebelión de los pueblos íberos de las provincias Citerior y Ulterior, creadas poco antes en Hispania por el Estado romano para regularizar el gobierno de estos territorios, contra esa dominación romana en el siglo II a. C.
A partir de 197 a. C. la República romana dividió sus conquistas en el sur y este de la península ibérica en dos provincias: Hispania Citerior e Hispania Ulterior, cada una de ellas gobernada por un pretor. Aunque varias causas se han planteado como posibles responsables del conflicto, la más aceptada es la derivada de los cambios administrativos y fiscales producidos por la transformación del territorio en dos provincias.
Iniciada la revuelta en la provincia Ulterior, Roma envió a los pretores Cayo Sempronio Tuditano a la provincia Citerior y Marco Helvio Blasión, a la Ulterior. Poco antes de que la rebelión se propagase hasta la provincia Citerior, Cayo Sempronio Tuditano murió en combate. Sin embargo, Marco Helvio Blasión, que al llegar a su provincia se dio de bruces con la revuelta, consiguió una importante victoria sobre los celtíberos en la batalla de Iliturgi. La situación seguía lejos de estar controlada, y Roma envió a los pretores Quinto Minucio Termo y a Quinto Fabio Buteón en un nuevo intento de solucionar el conflicto. No obstante, aunque éstos lograron algunas victorias, como en la batalla de Turda, donde Quinto Minucio logró incluso capturar al general hispano Besadino, tampoco consiguieron resolver del todo la situación.
Fue entonces cuando Roma hubo de enviar en 195 a. C. al cónsul Marco Porcio Catón al mando de un ejército consular a suprimir la revuelta, quien, cuando llegó a Hispania, encontró toda la provincia Citerior en rebeldía, con las fuerzas romanas controlando solo algunas ciudades fortificadas. Catón estableció una alianza con Bilistages, rey de los ilergetes, y contaba también con el apoyo de Publio Manlio, recién nombrado pretor de Hispania Citerior y enviado como ayudante del cónsul. Catón se dirigió hacia la península ibérica, desembarcó en Rhode y sofocó la rebelión de los hispanos que ocupaban la plaza. Posteriormente se trasladó con su ejército a Emporion, donde se libraría la mayor batalla de la contienda, contra un ejército indígena ampliamente superior en número. Después de una larga y difícil batalla, el cónsul logró una victoria total, consiguiendo infligir 40 000 bajas en las filas enemigas. Después de la gran victoria de Catón en esta batalla decisiva, que había diezmado las fuerzas hispanas, la provincia Citerior cayó de nuevo bajo control de Roma.
Por otro lado, la provincia Ulterior seguía sin estar controlada, y el cónsul hubo de dirigirse hacia la Turdetania para apoyar a los pretores Publio Manlio y Apio Claudio Nerón. Catón intentó establecer una alianza con los celtíberos, que actuaban como mercenarios pagados por los turdetanos y cuyos servicios necesitaba, pero no logró convencerles. Tras una demostración de fuerza, pasando con las legiones romanas por el territorio celtíbero, les convenció para que volvieran a sus tierras. La sumisión de los indígenas era solamente una apariencia, y cuando corrió el rumor de la salida de Catón hacia Roma, la rebelión se reanudó. Catón hubo de actuar de nuevo con decisión y efectividad, venciendo a los sublevados definitivamente en la batalla de Bergium. Finalmente, Catón vendió a los cautivos como esclavos y los indígenas de la provincia fueron desarmados.

## Antecedentes

Fases de la conquista de Hispania.

Desarrollo de la segunda guerra púnica.

La segunda guerra púnica se encontraba en su recta final. Los generales cartagineses Magón Barca y Asdrúbal Giscón se habían retirado hacia Gades, lo cual permitió a Escipión el Africano hacerse con todo el sur de la península ibérica. Entonces Escipión cruzó hacia África para mantener un encuentro con el rey númida Sifax, con el que se había encontrado anteriormente en Hispania, con la intención de forjar una alianza.
Poco tiempo después, Escipión enfermó de gravedad y aprovechando la oportunidad, 8000 soldados romanos, que estaban descontentos por haber recibido un salario inferior al habitual, y, además, carecían de autorización para saquear poblaciones enemigas, se rebelaron e iniciaron un motín; este motín fue la ocasión perfecta aprovechada por los ilergetes y otros pueblos íberos para sublevarse, dirigidos por los líderes Indíbil (de los ilergetes) y Mandonio (de los ausetanos), rebelión dirigida sobre todo contra los procónsules Lucio Cornelio Léntulo y Lucio Manlio Acidino. Lucio Manlio logró derrotar a los ausetanos y a los ilergetes, que se habían rebelado contra la República en ausencia de Escipión el Africano. Volvió a Roma en el año 199 a. C., pero no le fue concedida la ovación que le había otorgado el senado por oposición del tribuno de la plebe Publio Porcio Leca. Publio Escipión consiguió sofocar el motín y puso un final sangriento a la revuelta de los íberos. Mandonio fue capturado y ejecutado (205 a. C.), mientras que Indíbil logró escapar.
Magón Barca y Asdrúbal Giscón abandonaron Gades con todos sus barcos y tropas para acudir a la península itálica en apoyo de Aníbal, y tras la salida de estas fuerzas, Roma quedó dueña de todo el sur de Hispania. Roma dominaba ahora desde los Pirineos al Algarve, siguiendo la costa. El territorio controlado por los ejércitos romanos alcanzaba hasta Huesca, y desde allí hacia el sur hasta el Ebro y por el este hasta el mar. La victoria de la República de Roma sobre Cartago en la segunda guerra púnica dejaba Hispania definitivamente en sus manos.
Al marcharse Escipión el Africano tras sus campañas hispánicas, los jefes ibéricos que le habían apoyado, y que todavía gozaban de una cierta estructura política y capacidad de reacción, consideraron que solo les unía una relación personal con su rex Escipión y no tenían ningún deber para con la República romana, con lo que se levantaron en armas contra ésta. Se han propuesto, sin embargo, otras causas para la sublevación, como por ejemplo la muerte de Indíbil y Mandonio a manos de los romanos; o la más aceptada, los altos tributos que los hispanos debían pagar a Roma, sobre todo tras la transformación del territorio en dos provincias.

## Fuerzas en combate
| Ejércitos hispanos             | Ejércitos hispanos |                                | Unidades romanas | Unidades romanas |
| ------------------------------ | ------------------ | ------------------------------ | ---------------- | ---------------- |
| Composición                    | Cantidad           | Composición                    | Cantidad         |                  |
| Batalla de Iliturgi:           |                    | Pretor de Hispania Citerior:   |                  |                  |
| Celtíberos                     | 20 000             | Infantes (tropas permanentes)  | 4000             |                  |
| Batalla de Turda:              |                    | Jinetes (tropas permanentes)   | 200              |                  |
| Íberos                         | + 12 000           | 1 Legión (refuerzos 196 a. C.) | 4200             |                  |
| Batalla de Emporion:           |                    | Infantes (refuerzos 196 a. C.) | 2000             |                  |
| Íberos (seguramente indigetes) | 40 000             | Jinetes (refuerzos 196 a. C.)  | 150              |                  |
| Turdetania:                    |                    | Infantes (refuerzos 195 a. C.) | 2000             |                  |
| Celtíberos                     | 10 000             | Jinetes (refuerzos 195 a. C.)  | 200              |                  |
| Turdetanos                     | N.º indeterminado  | Pretor de Hispania Ulterior:   |                  |                  |
|                                |                    | Infantes (tropas permanentes)  | 4000             |                  |
|                                |                    | Jinetes (tropas permanentes)   | 200              |                  |
|                                |                    | 1 Legión (refuerzos 196 a. C.) | 4200             |                  |
|                                |                    | Infantes (refuerzos 196 a. C.) | 2000             |                  |
|                                |                    | Jinetes (refuerzos 196 a. C.)  | 150              |                  |
|                                |                    | Infantes (refuerzos 195 a. C.) | 2000             |                  |
|                                |                    | Jinetes (refuerzos 195 a. C.)  | 200              |                  |
|                                |                    | Ejército consular:             |                  |                  |
|                                |                    | 2 Legiones                     | 8400             |                  |
|                                |                    | Jinetes                        | 800              |                  |
|                                |                    | Aliados                        | 15 000           |                  |
| Total                          | + 82 000           |                                | ~ 50 000         |                  |

## Primeros enfrentamientos

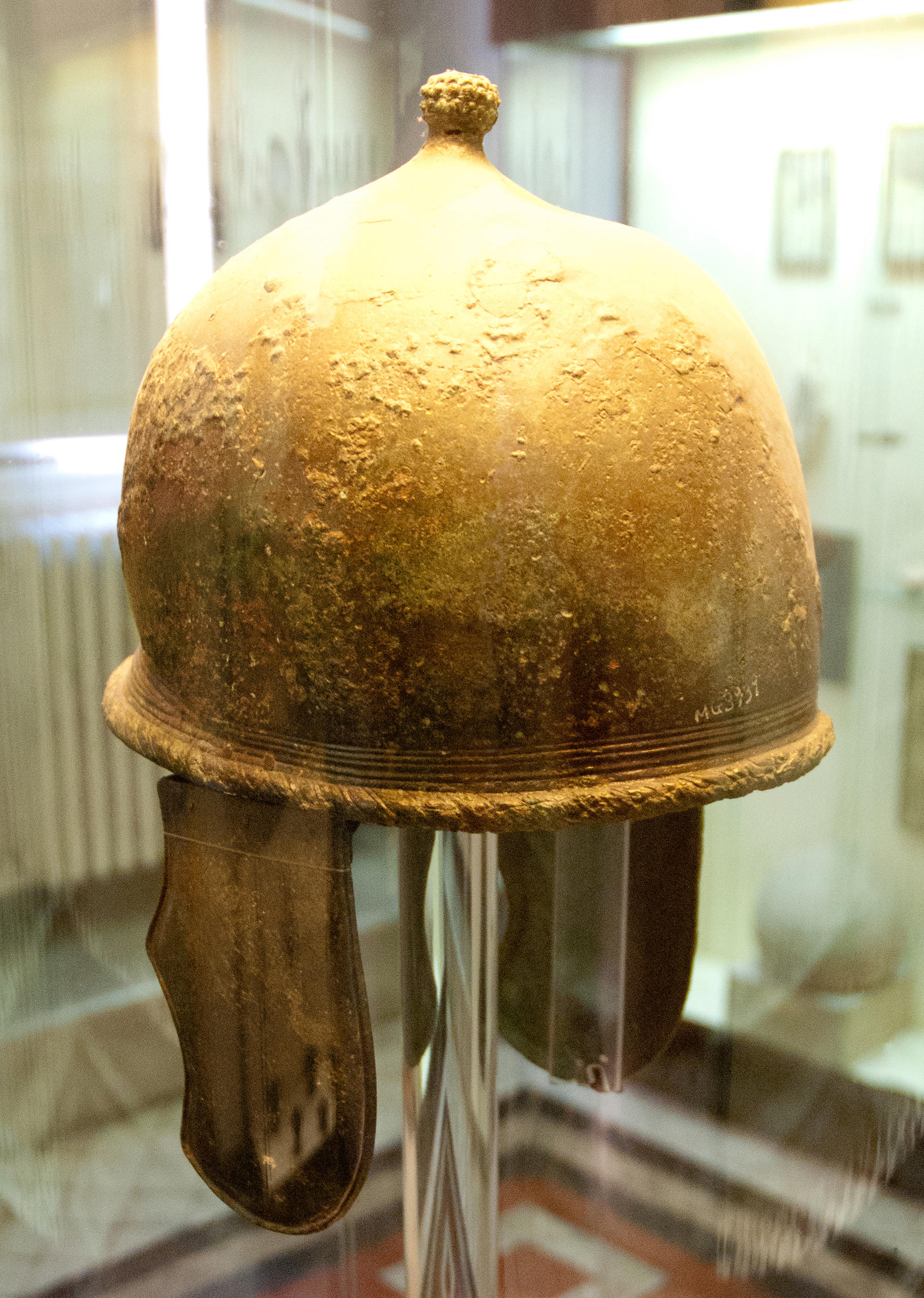
Casco tipo Montefortino procedente de Italia, habitual en el equipo de los legionarios romanos de los siglos III a I a. C.

La nueva división provincial de Hispania en el año 197 a. C.

La República romana dividió en 197 a. C. sus conquistas en el sur y este de la península ibérica en dos provincias: Hispania Citerior (costa este, desde los Pirineos a Cartagena), posteriormente llamada Tarraconense, con capital en Tarraco, e Hispania Ulterior (aproximadamente la actual Andalucía), con capital en Corduba, cada una de ellas gobernada por un pretor. La transformación del territorio en dos provincias provocó importantes cambios administrativos y fiscales, y la imposición del stipendium no fue aceptada por las tribus locales, de modo que en 197 a. C., recién terminada la segunda guerra macedónica, estalló una gran revuelta en toda el área conquistada en Hispania a causa del expolio republicano.
Las nuevas provincias necesitaban gobernantes, de manera que la República envió a los pretores Cayo Sempronio Tuditano a la Hispania Citerior y Marco Helvio Blasión a la Hispania Ulterior con un total de 8000 infantes y 800 jinetes para licenciar a los veteranos, y la orden de delimitar las fronteras de las provincias. Cuando Marco Helvio llegó a su correspondiente provincia se topó con una gran revuelta, con lo que informó al senado. Numerosos jefes locales se habían rebelado en la Hispania Ulterior, entre ellos el régulo Culcas, al frente de los ejércitos de 17 ciudades, y el régulo Luxinio, al mando de las fuerzas de las ciudades de Carmo y Bardo. También se habían unido a la revuelta las ciudades de Malaca, Sexi y toda la Beturia.
Poco tiempo después, la guerra, que se había iniciado en la provincia Ulterior, se propagó también a la Citerior, en la cual su pretor, Cayo Sempronio Tuditano, había fallecido por las heridas sufridas en una batalla, junto con muchos soldados, a finales del año 197 a. C.; y la provincia quedó sin pretor hasta el año siguiente. Es probable que el propio Marco Helvio, pretor de la Ulterior, asumiera también el control de la Citerior hasta la llegada del sucesor de Sempronio.
Quinto Minucio Termo y Quinto Fabio Buteón fueron los pretores elegidos en el 196 a. C. para hacerse cargo de la Hispania Citerior y la Hispania Ulterior respectivamente. Se les entregaron unos refuerzos consistentes en dos legiones, 4000 infantes y 300 jinetes, y se les dio la orden de irse a toda prisa a las provincias para continuar la guerra. Quinto Minucio Termo derrotó a los insurrectos Budar y Besadino en un lugar indeterminado llamado Turda, causó 12 000 bajas en las filas hispanas, y atrapó al general Besadino. Quinto Minucio recibió, en consecuencia, el honor del triunfo al retornar a Roma en el año 195 a. C.

## Victoria romana en Iliturgi

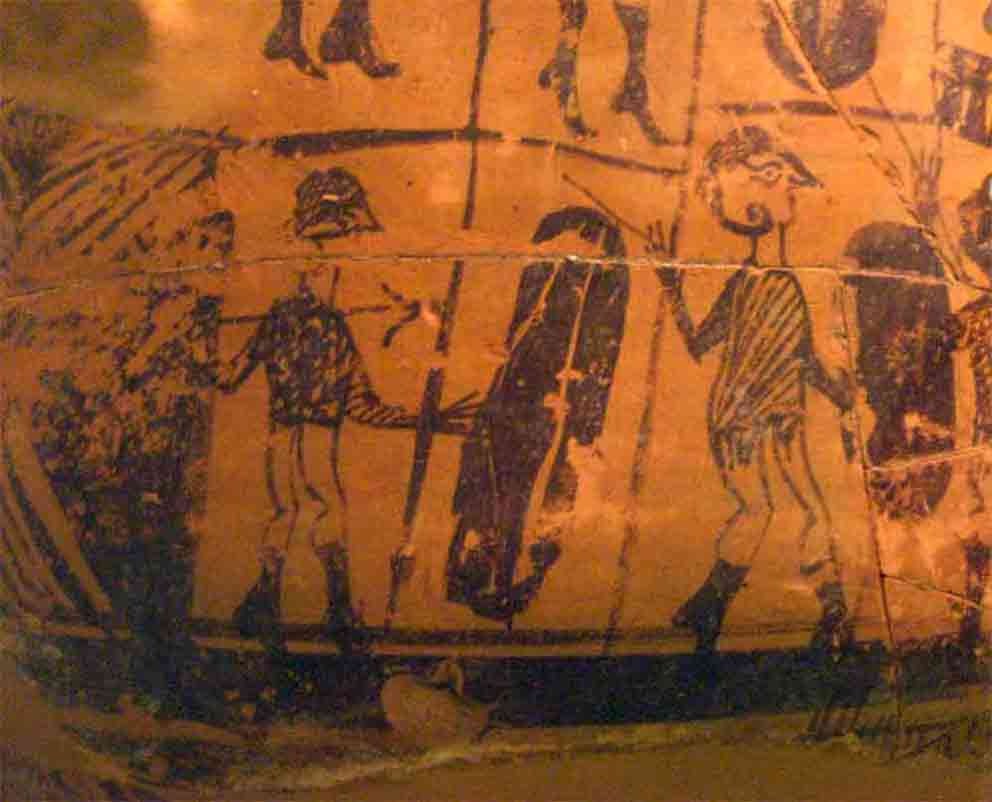
Guerreros íberos armados con lanza y escudo oblongo en un vaso de Lliria (Valencia).

Dado el poco éxito del pretor del 196 a. C. en la Hispania Citerior, el senado romano la había declarado como «provincia consular», ya que era necesaria la intervención de un ejército consular para controlar la situación.
Elegido cónsul en 195 a. C. junto a su amigo Lucio Valerio Flaco le tocó por sorteo hacerse cargo de Hispania Citerior a Marco Porcio Catón, el Viejo. También fueron elegidos los pretores para la Hispania Ulterior e Hispania Citerior, Apio Claudio Nerón y Publio Manlio, respectivamente, con las fuerzas que les correspondía, aunque, debido a la situación de emergencia, se les permitió que dispusieran de 2000 infantes y 200 jinetes más, a sumar a las legiones de las que habían dispuesto sus predecesores. El cónsul Marco Porcio Catón, que no había podido evitar la anulación de la Ley Opia, embarcó junto con sus tropas hacia Hispania para hacerse cargo de la provincia Citerior con Publio Manlio de ayudante, dejando la Ulterior a Apio Claudio.
Marco Helvio Blasión, aunque ya había entregado el gobierno de la provincia a su sucesor, tuvo que quedarse en Hispania debido a una larga enfermedad. Ya recuperado, con una guardia de 6000 soldados que le había puesto el pretor Apio Claudio Nerón, fue atacado por 20 000 celtíberos cerca de Iliturgi. Marco Helvio logró repeler a los atacantes, los derrotó, y les provocó unas 12 000 bajas. Iliturgi fue ocupada por los romanos, y esta victoria le valió a Marco Helvio Blasión una ovación concedida por el senado en 195 a. C.; sin embargo, no pudo optar al triunfo al haber luchado en una provincia que correspondía a otro pretor. A su llegada a Roma Marco Helvio hizo entrega a la República de 14 732 libras de plata sin acuñar, 17 023 acuñadas y 119 439 de plata oscense. Marco Helvio llegaba a Roma de esta forma dos años después de lo previsto. Tales cantidades de riquezas sacadas de Hispania dan una idea del malestar de los pueblos indígenas, probable causa del levantamiento.

## Desembarco de Catón en Hispania

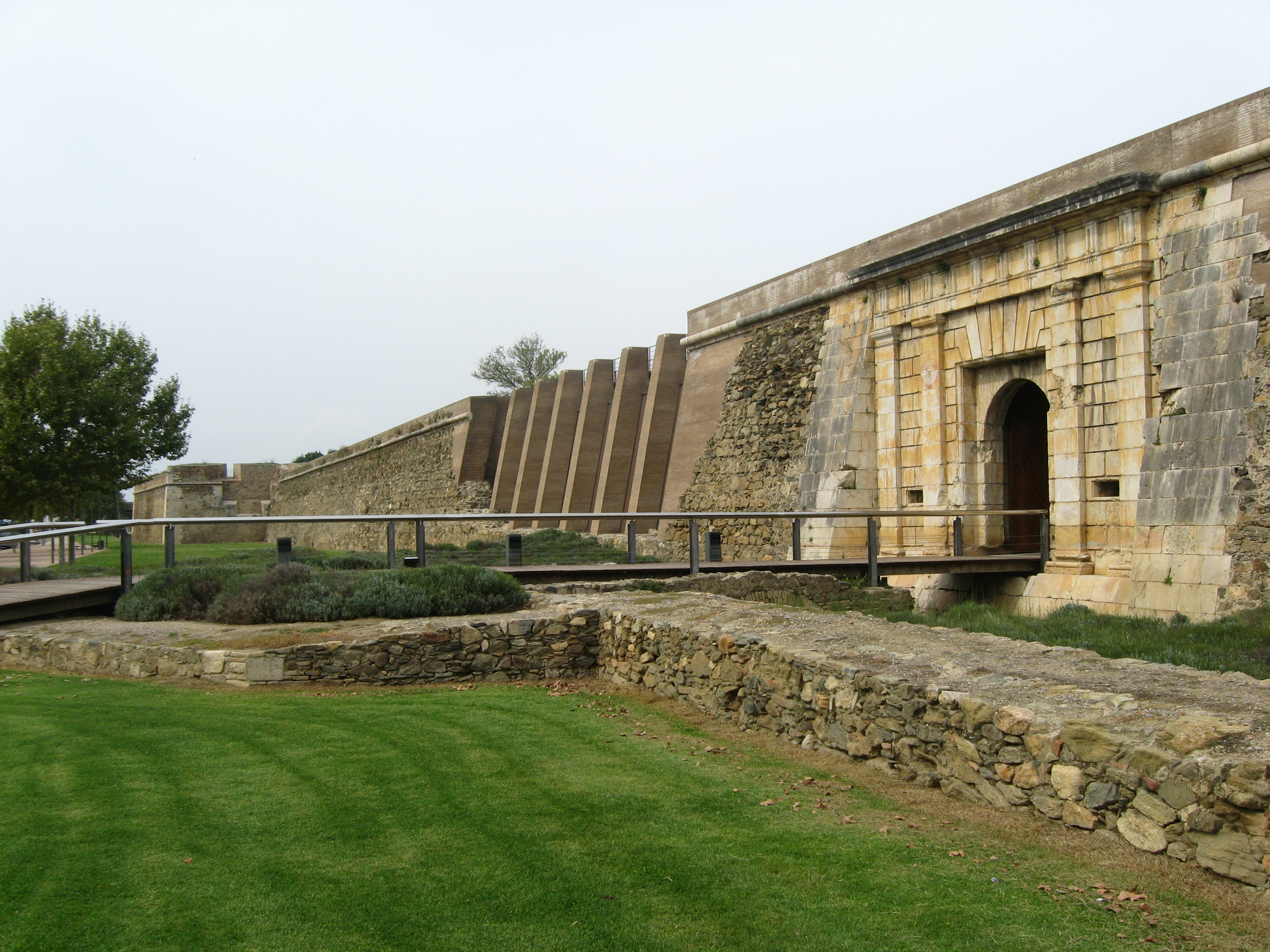
La ciudadela de Rosas, probable emplazamiento de la batalla.

Marco Porcio Catón el Viejo fue dotado por el senado romano con un ejército consular, compuesto por dos legiones, 8000 infantes, 15 000 aliados y 800 jinetes, además de 20 naves para el transporte de las tropas; a todo esto se sumaban como refuerzos 2000 infantes y 200 jinetes por cada uno de los pretores, haciendo un total de 50 000 hombres entre los tres ejércitos. Catón embarcó su ejército en 25 naves, 5 de ellas con tropas aliadas, partió de Portus Lunae (Luni, Italia) y bordeó el golfo de León para llegar a Hispania, a la zona norte de la provincia Citerior. El ejército romano desembarcó en Rhode, en el golfo de Rosas, hacia el mes de junio de 195 a. C., con sus 25 quinquerremes, para derrotar a un ejército de nativos de la zona. El cónsul, que a su llegada a Hispania se encontró con una situación militar complicada, solo llevaba personalmente unos 20 000 hombres, ya que el resto los llevaban los pretores; de manera que con esas escasas fuerzas afrontaba Catón la batalla.

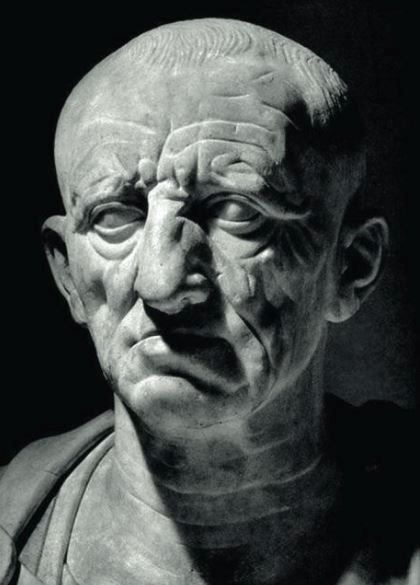
El cónsul Marco Porcio Catón, el Viejo, artífice de la victoria romana.

### Asedio de la ciudadela
Los poblados íberos solían estar construidos en cerros, en lugares estratégicos, controlando las vías de paso, lo que les daban una importante ventaja frente a los enemigos; solían estar circundadas por grandes murallas, sobre las que se disponían torres de vigilancia y las puertas de la ciudad.

La mayoría (...) no fueron concebidos para rechazar asedios formales que nunca vendrían, no sólo porque las fortificaciones ejercieran un efectivo papel militar disuasorio —también—, sino porque el atacante no tendría ningún interés en asediar la ciudad. Un asalto rápido o por sorpresa a una granja, bien; una entrada en tropel por una puerta abierta cuando se perseguía a un enemigo en huida, de acuerdo (...) pero un asedio prolongado carecería de sentido en la forma ibérica de entender la guerra (...) más valdría volver a saquear los campos y buscar la sorpresa la primavera siguiente.
Fernando Quesada Sanz

La plaza cayó definitivamente en julio de 195 a. C. Catón saqueó la ciudad y luego combatió contra los indígenas y sofocó la resistencia de la guarnición íbera situada en el Puig Rom, o acrópolis de Rhode, seguramente la ciudadela de Rosas.

## Llegada del ejército romano a Emporion

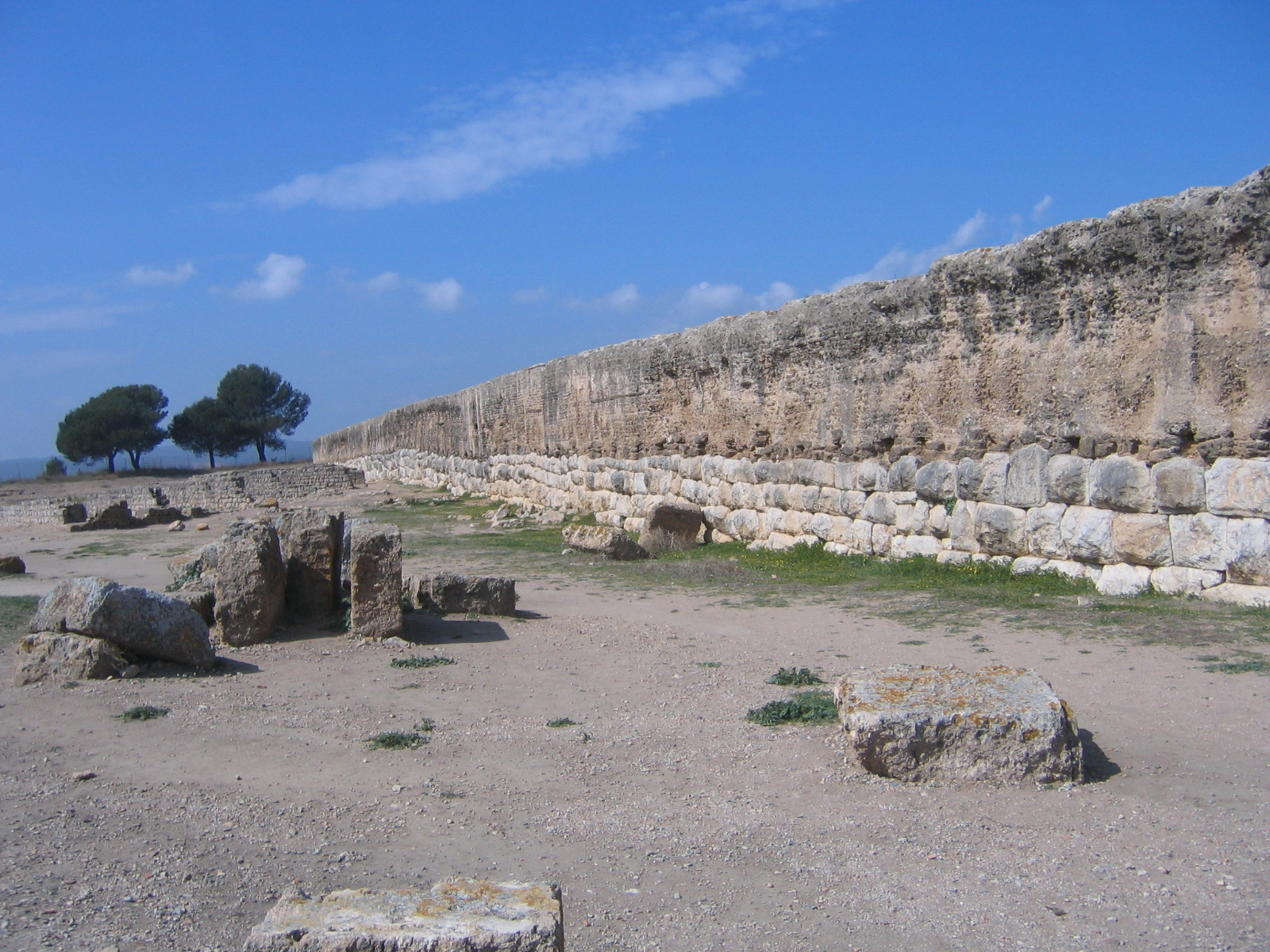
Muralla romana de Emporion.

El ejército romano desembarcó después en Emporion, y Catón el Viejo hizo retornar las naves a Massalia con los mercaderes para forzar a su ejército a la lucha:

Bellum se ipsum alet
Marco Porcio Catón el viejo

(En castellano: 'La guerra se alimenta a sí misma'), frase pronunciada por Catón durante la contienda cuando se negó a comprar suministros adicionales para su ejército.
Tito Livio describe lo que encuentra el ejército romano a su llegada a Emporion:

Emporion estaba formada por dos ciudades separadas por una muralla. Una ciudad habitada por griegos de Focea, como los massaliotas, y la otra por hispanos. La ciudad griega, próxima al mar, estaba rodeada por una muralla de menos de 400 pasos. La ciudad hispana, más alejada de la costa, tenía una muralla de 3.000 pasos de perímetro (...) La parte de la muralla que miraba a tierra, bien fortificada, tenía una sola puerta vigilada por un magistrado por turno. Por la noche montaban la guardia en las murallas la tercera parte de los ciudadanos hacía guardia en las murallas (...)
Tito Livio (traducción de J.A. Villar Vidal y revisión de J. Solís)

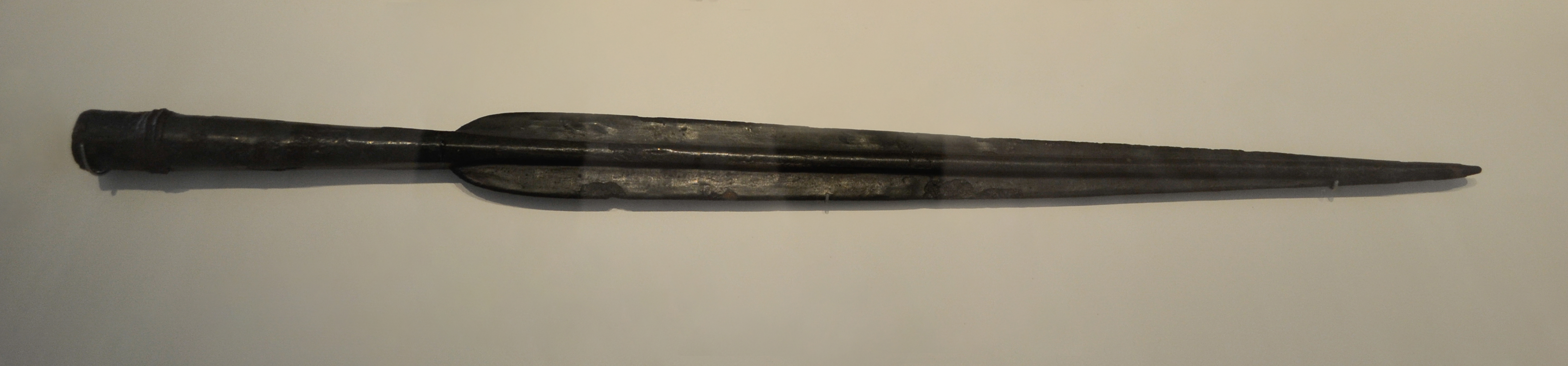
Punta de lanza de hierro íbera. Necrópolis de Los Collados (Almedinilla, Córdoba). Museo Arqueológico Nacional de España.

Marco Porcio Catón iniciaría en Emporion, una casi isla rodeada de marismas, donde coexistían la ciudad griega y la ciudad íbera separadas por una muralla, un duro enfrentamiento contra un enorme ejército hispano. A su llegada a la ciudad, Catón y sus tropas recibieron una calurosa bienvenida por parte de los habitantes griegos.

### Encuentro con los aliados ilergetes

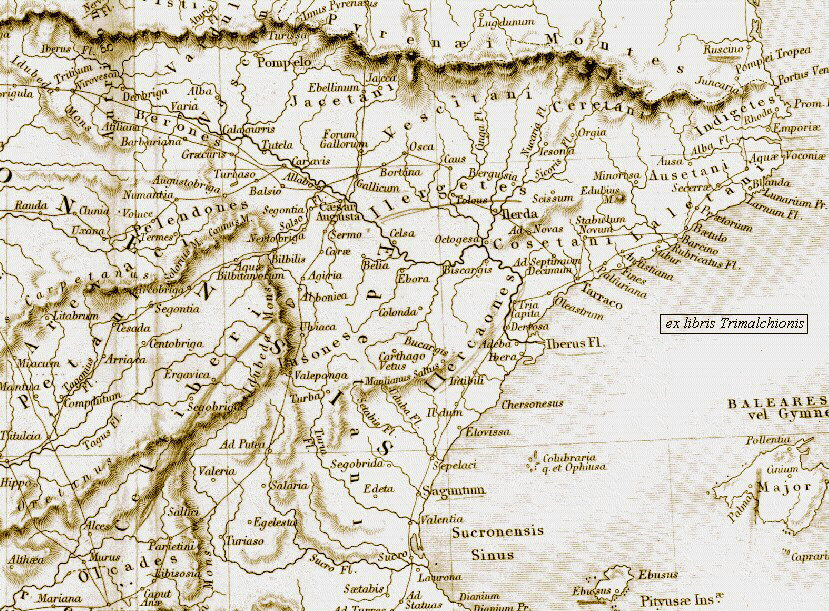
Mapa del noroeste de Hispania, con nombres de los pueblos prerromanos.

En este momento llegaron al campamento romano tres legados ilergetes, uno de los cuales era el hijo del rey Bilistages. Éstos expusieron al cónsul que las ciudades ilergetes estaban siendo atacadas, y que si no recibían ayuda inmediata no podrían aguantar el asedio de sus plazas fuertes, para lo que le pidieron al menos 3000 hombres. Catón respondió que comprendía el peligro y la preocupación de los ilergetes, pero que él tenía que librar una batalla contra un gran ejército y no podía prescindir de soldado alguno. Los ilergetes le suplicaron ayuda ya que no contaban con ningún aliado además de Roma, ya que eran los únicos que habían permanecido leales a la República y el resto de pueblos indígenas eran ahora sus enemigos. Los legados salieron del campamento decepcionados por la respuesta de los romanos. El cónsul no quería dejar a los aliados a su suerte, pero tampoco podía permitirse dejar soldados, de manera que urdió un plan para dar esperanzas a los ilergetes y que de esta manera lucharan con la moral más alta. La mañana siguiente Catón llamó a los legados y les dijo que les ayudaría; mandó que un tercio de los soldados se preparasen para salir en ayuda de los ilergetes en dos días, y lo mismo hizo con las naves. Los legados se fueron del campamento después de ver como los soldados embarcaban. Pasado un tiempo prudencial, Catón mandó que los soldados embarcados abandonaran las naves.
Catón permaneció unos días en las afueras de la ciudad analizando a las tropas enemigas y entrenando a sus soldados. En este tiempo visitó el campamento Marco Helvio, haciendo una parada en su viaje de vuelta a Roma, protegido por 6000 soldados prestados por el pretor Apio Claudio, después de haber vencido en Iliturgi. Como la zona ya era segura, Helvio devolvió los hombres a Apio Claudio y embarcó hacia Roma.

### Preparativos para la batalla decisiva

Campamento fortificado romano:
1. Principia
2. Via Praetoria (Vía pretoriana o trasversal)
3. Via Principalis (Vía principal)
4. Porta Principalis Dextra (Puerta derecha)
5. Porta Praetoria (puerta principal)
6. Porta Principalis Sinistra (Puerta izquierda)
7. Porta Decumana (Puerta trasera)

Cuando Catón consideró que sus soldados estaban preparados para enfrentarse a los indígenas en campo abierto, ordenó a sus tropas dirigirse al castra hiberna, un segundo campamento situado a 3000 pasos de la ciudad en tierra firme, en territorio controlado por el enemigo, desde donde fustigaba por las noches a los sublevados quemando sus campos y saqueando sus cosechas y su ganado, desmoralizando así a sus enemigos. De esta manera entrenaba a los soldados y atemorizaba a los enemigos, hasta el punto de que éstos se atrevían cada vez menos a salir de la ciudad. Además, el cónsul ordenó a 300 soldados que raptaran a un centinela para interrogarle.
El ejército de Catón, de unos 20 000 hombres inicialmente, a los que habría que restar las bajas de la batalla de Rhode, se encontraba ampliamente superado en número por las fuerzas del ejército indígena. El ejército sublevado que sitiaba Emporion, de unos 40 000 hombres, se disolvió parcialmente en la temporada de la siega, momento aprovechado por Marco Porcio Catón para atacar el campamento. Entonces el cónsul se dirigió a sus hombres:

Ha llegado la ocasión que muchas veces deseasteis en la que se os presentase oportunidad para mostrar vuestro valor. Hasta este momento habéis luchado más como ladrones que como guerreros; ahora, en lucha regular, llegaréis a las manos enemigos contra enemigos; en adelante podréis no devastar los campos, sino vaciar las ciudades de sus riquezas. Nuestros antepasados estando en Hispania los generales y el ejército de los cartagineses y no teniendo ellos mismos en ella soldado alguno, quisieron, sin embargo, que en el tratado se añadiese esta cláusula, que el río Ebro sería el límite de su imperio. Ahora, cuando Hispania ha tocado en suerte a dos pretores, un cónsul y tres ejércitos romanos, cuando desde hace casi diez años no hay ningún cartaginés en estas provincias, hemos perdido nuestro imperio de más acá del Ebro. Es necesario recuperarlo con vuestras armas y vuestro valor y obligar a este pueblo, que es más temerario para la rebelión que constante para la resistencia, a aceptar de nuevo el yugo, que se ha quitado.
Marco Porcio Catón (Traducción de José Martínez Gázquez)

### Disposición táctica empleada por Catón

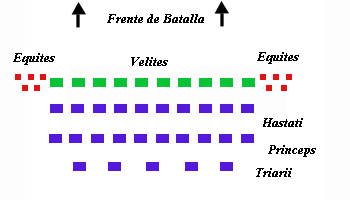
Disposición de la legión manipular en el campo de batalla.

Durante la noche, Catón tomó la posición más ventajosa, manteniendo una legión de reserva, y situando la caballería (equites) en los extremos de la línea y la infantería en el centro; disposición típica de un «ejército manipular» de la época republicana. Los manípulos se organizaban en tres distintas líneas de batalla (en latín, triplex acies) basadas cada una en un tipo de infantería pesada: hastati, princeps y triarii: los hastati, soldados de infantería cubiertos con armaduras de cuero, corazas y cascos, formaban en primera línea de batalla. Llevaban un escudo de madera, reforzado con hierro, una espada llamada gladius y dos lanzas arrojadizas conocidas como pila (un pesado pilum y una jabalina más pequeña). Los príncipes o princeps, soldados de infantería pesada, formaban habitualmente la segunda línea de soldados. Iban armados y protegidos igual que los hastati, pero utilizaban una cota de malla más ligera en lugar de una coraza sólida. En tercera línea se situaban los triarii. Sus armas y armadura eran similares a las de los princeps, con la excepción de que su arma principal era una pica en lugar de los dos pila. Los equites, finalmente, se situaban a ambos flancos de la formación de batalla.
Los guerreros íberos, además de ser superiores en número, contaban también con armas eficaces, como el gladius, la falcata, el soliferrum o el pugio, puñal que adoptó posteriormente Roma para su ejército. Varios historiadores han elogiado la calidad de las armas ibéricas, como es el caso de las espadas.

### Desarrollo de la batalla

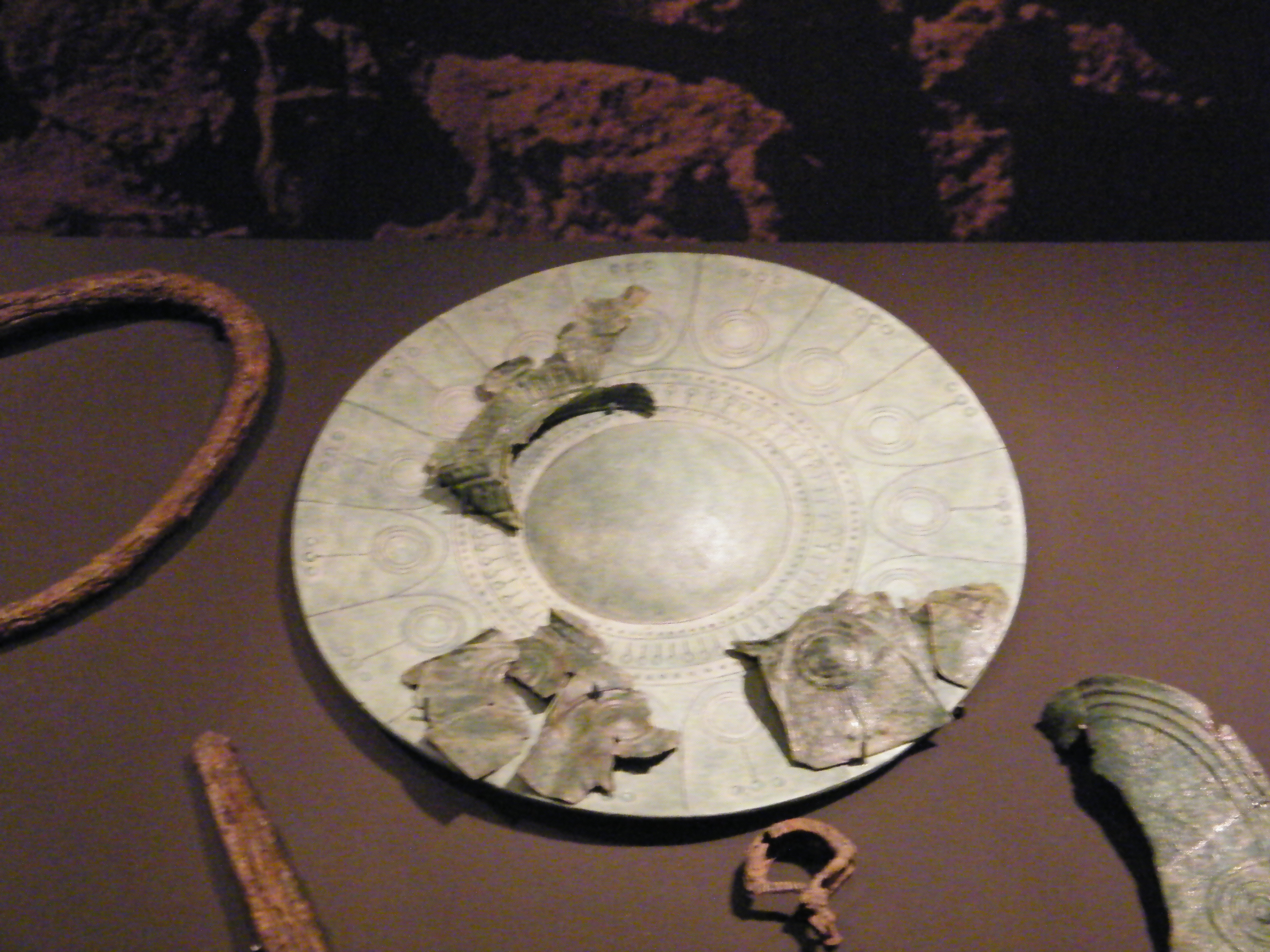
Fragmento de umbo de escudo íbero de bronce, decorado a base de ovas y círculos concéntricos. Necrópolis de Cabezo Lucero (Guardamar del Segura). Primera mitad del Museo Arqueológico de Alicante.

A primera hora de la mañana Catón el Viejo envió tres cohortes a la valla del campamento íbero, lo que provocó la sorpresa en los hispanos, que no esperaban un ataque por detrás. El ejército romano se encontraba entonces situado entre los enemigos y su propio campamento, maniobra utilizada por el cónsul para forzar a la lucha a sus hombres, impidiendo deserciones. Entonces Catón ordenó a los atacantes que simularan retirarse, de manera que los íberos les persiguieron de forma desordenada, precipitándose al exterior de la valla del campamento, momento en que la caballería romana apareció por su flanco derecho; sin embargo ésta fue superada y se retiró asustada, y una parte de la infantería también, de manera que Catón tuvo que enviar dos cohortes de socorro para rodear a los atacantes por la derecha, que debían llegar antes del encuentro de las líneas de infantes.

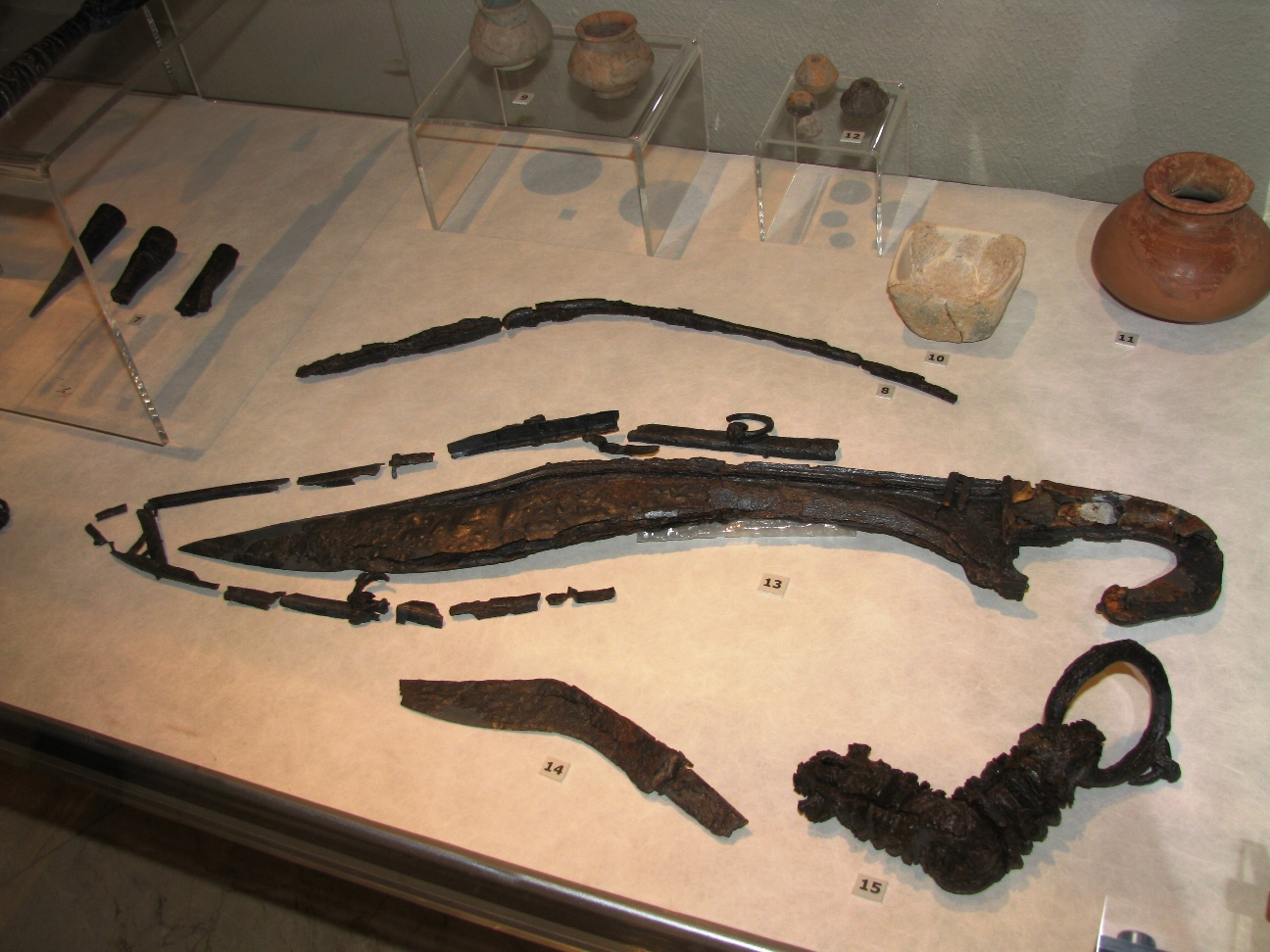
Falcata y otros elementos de combate íberos del Museo Arqueológico de Villena, alrededor del siglo IV a. C.

El miedo provocado a las tropas hispanas gracias a la maniobra igualó el miedo inicial de la caballería romana del ala derecha. La batalla estuvo muy igualada mientras se luchó con armas arrojadizas; en el flanco derecho dominaban los íberos, mientras que en el izquierdo y en el centro eran más fuertes los romanos, que además esperaban la llegada de dos cohortes de refuerzo. Estando igualada la batalla, por la noche, Catón atacó en cuña con tres cohortes de reserva, que habían estado esperando en la segunda línea, tras lo cual se estableció un nuevo frente de batalla y consiguió la desbandada de los íberos. Catón ordenó formar a la segunda legión, que había permanecido en la retaguardia, y atacó de noche el campamento enemigo. La legión de refresco llegó y se concentró en la valla del campamento, donde los hispanos se emplearon ferozmente para protegerla de los asaltantes; entonces Catón observó que la resistencia íbera era menor en la puerta izquierda, por lo que ordenó a los hastati y princeps de la segunda legión que se dirigieran hacia ella.
Los defensores de la puerta no soportaron el asalto y los romanos lograron entrar. Aprovechando la confusión, el resto de la legión acabó con los defensores y el ejército romano alcanzó una victoria total. Según Valerio Antias, los hispanos sufrieron 40 000 bajas en la batalla. Una vez finalizadas las hostilidades el cónsul dio descanso a sus hombres y puso en venta el cuantioso botín.
Después de la batalla no solo se rindieron los habitantes de Emporion, sino también los de las ciudades cercanas. Catón les trató con corrección e incluso les auxilió, para después dejarles ir a sus casas.

## Final de las hostilidades en la provincia Citerior

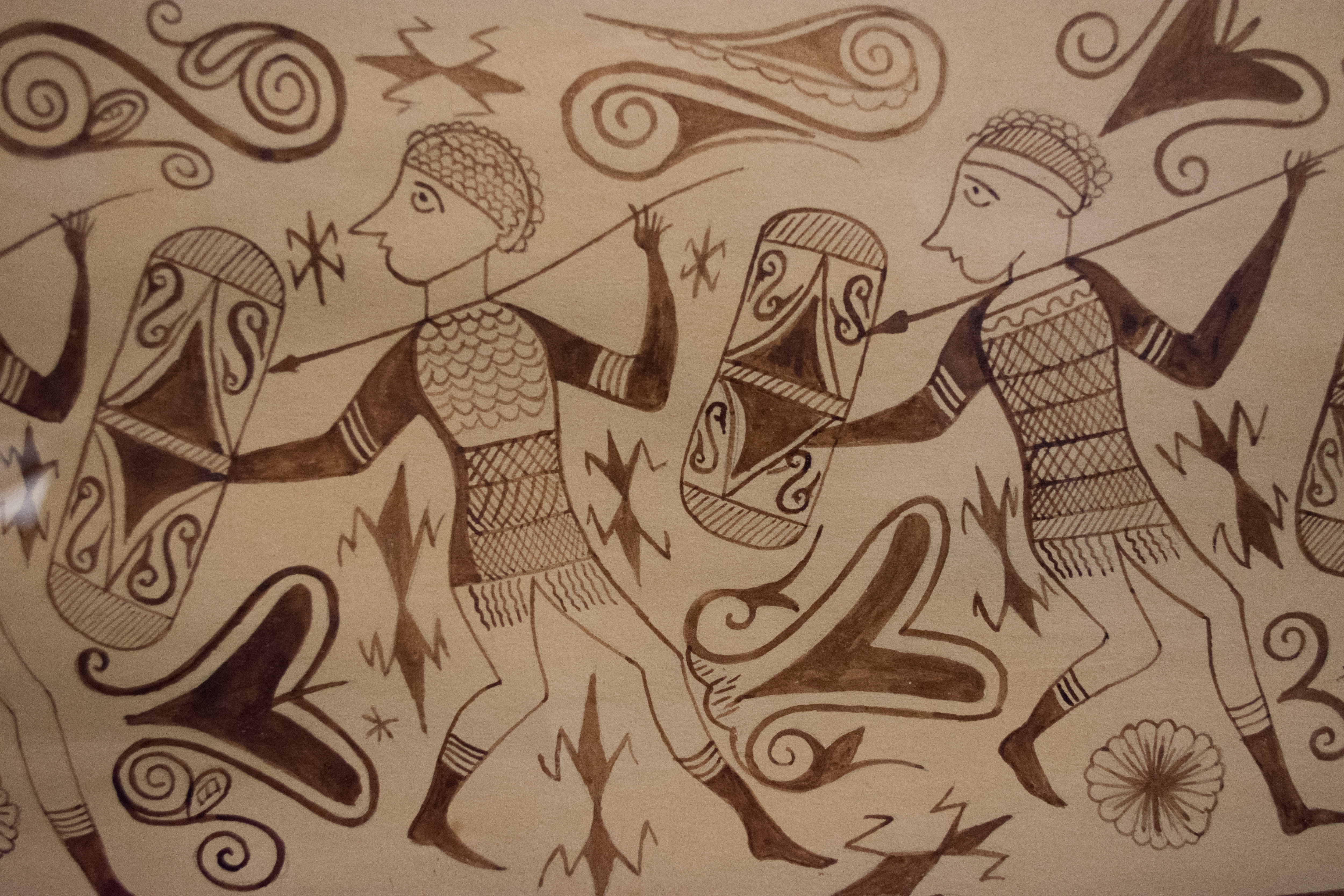
Vaso de Edeta procedente del Tosal de San Miguel (Valencia) con representación de guerreros íberos.

Con la victoria en Emporion Marco Porcio Catón había conseguido la pacificación de toda la Hispania Citerior; por todo el camino hacia Tarraco se le fueron rindiendo todas las ciudades, y le fueron entregando los romanos que tenían como prisioneros.
Poco después se propagó la noticia de que el cónsul se marchaba con su ejército hacia Turdetania, lo cual fue aprovechado por algunos pueblos bergistanos para levantarse en armas. Catón aplacó fácilmente la revuelta hasta en dos ocasiones, pero no fue tan clemente en la segunda y vendió a los vencidos como esclavos. La táctica empleada por Catón en esta ocasión consistió en llegar a los poblados antes de lo esperado, atacando así a los sublevados por sorpresa. Después de esto, Catón ordenó el desarme de todos los habitantes de la provincia Citerior.
El cónsul llamó a los representantes de las ciudades hispanas de la zona para que tomaran medidas de forma voluntaria para no poder rebelarse de nuevo contra Roma. Como no encontró respuesta por parte de los hispanos Catón mandó derribar los muros de todas las ciudades.

## La guerra en la provincia Ulterior

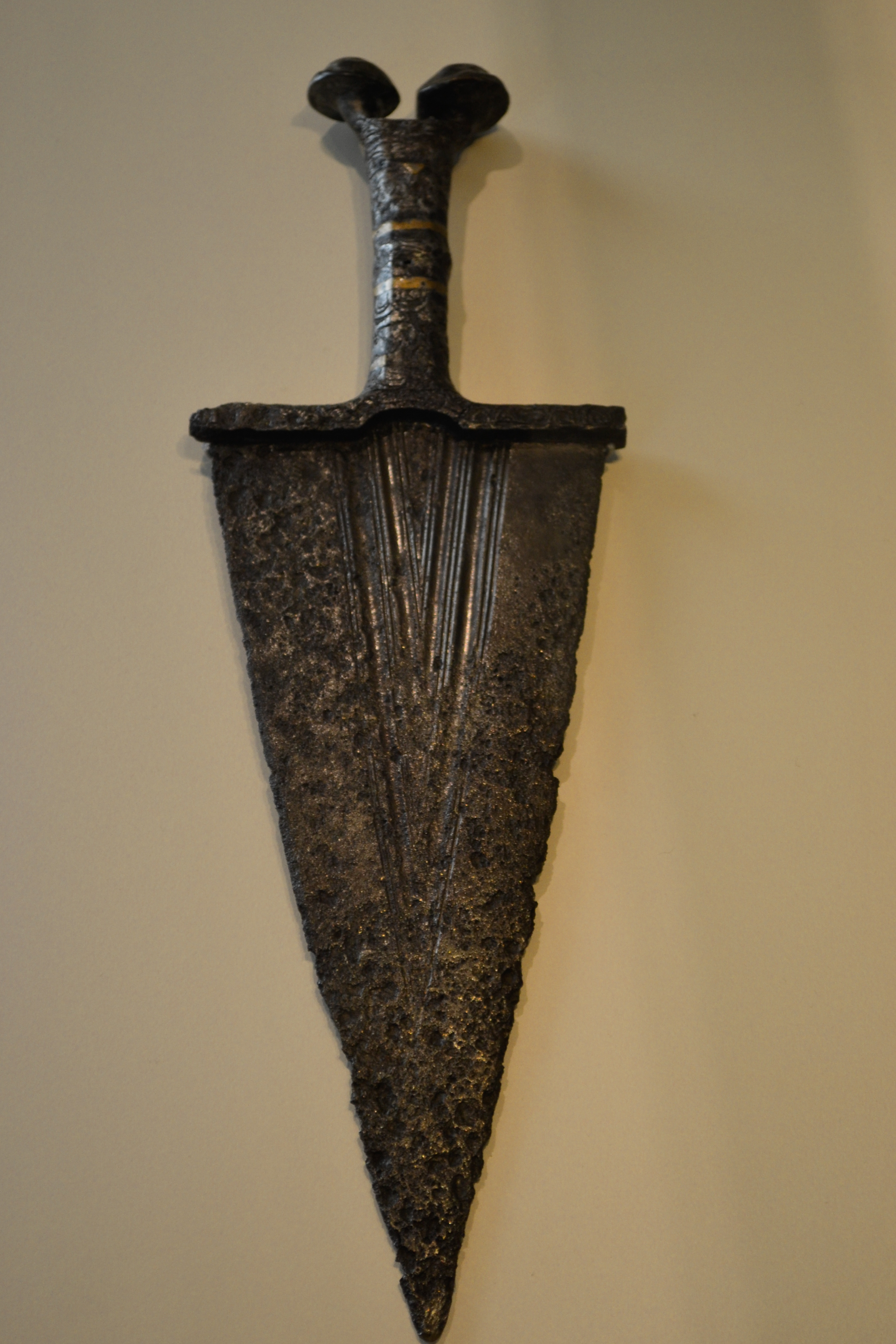
Puñal íbero de antenas atrofiadas fabricado en hierro y plata, y procedente de Almedinilla. Siglos IV-III a. C. M.A.N.

### Revuelta de los turdetanos
Los pretores Apio Claudio Nerón y Publio Manlio se encontraban en Turdetania, librando la guerra contra los propios turdetanos y contra los mercenarios celtíberos que éstos habían contratado, consiguiendo algunas victorias. No fueron éstas, sin embargo, victorias difíciles, ya que los pretores contaban con una buena cantidad de jinetes y soldados veteranos. Pero posteriormente los turdetanos contrataron a otros 10 000 celtíberos, y comenzaron a prepararse de nuevo para el combate.
Tras una triunfal campaña, Catón condujo a sus tropas a Sierra Morena, Turdetania, en ayuda de los pretores Publio Manlio y Apio Claudio, a la zona donde los turdetanos tenían sus minas. Turdetanos y celtíberos, mercenarios al servicio de éstos, se encontraban acampados en distintos emplazamientos. Hubo inicialmente algunas escaramuzas entre romanos y turdetanos, siempre con resultado favorable a los primeros. Los tribunos emisarios de Catón fueron enviados por éste a convencer a los celtíberos para que se retiraran a sus tierras sin presentar batalla o que se unieran al ejército romano, cobrando el doble de lo prometido por los turdetanos. Ante esta proposición los celtíberos solicitaron tiempo para pensar, pero, al unirse los turdetanos a la reunión, no se llegó a ningún acuerdo. Los celtíberos, sin embargo, decidieron por su parte no presentar batalla. Después de perder el apoyo militar celtíbero, los turdetanos fueron derrotados. Esta derrota significó la pérdida de sus posesiones mineras, lo que obligó a los turdetanos a permanecer en el valle del Guadalquivir, dedicándose a la agricultura y la ganadería.

### Paso por Celtiberia

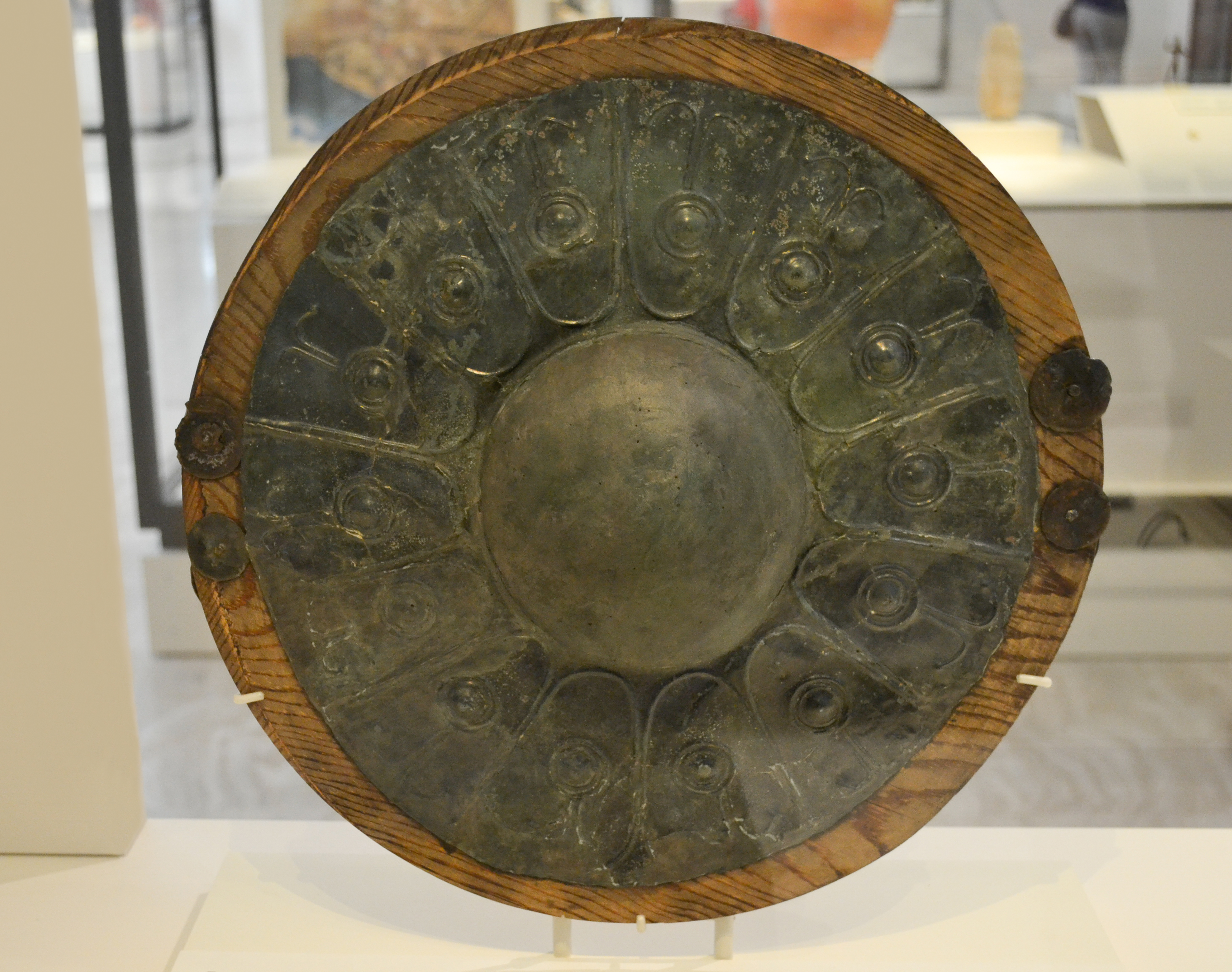
Gran tachón central de un escudo circular celtíbero. Tipología: Quesada IA. M.A.N.

Catón el Viejo regresó al norte atravesando la Celtiberia con el fin de amedrentar a los celtíberos e impedir futuros levantamientos, y como represalia por haberse unido a la sublevación de los turdetanos. Se dirigió hacia Segontia, ya que le había llegado el rumor de ser la plaza donde se podría conseguir un mayor botín, y sitió la ciudad sin éxito por falta de tiempo. Después se dirigió hacia Numancia, en cuyas proximidades dirigió un discurso a sus equites.
Posteriormente regresó a la provincia Citerior, dejando parte de su ejército con los pretores tras haber pagado su salario a los soldados, y llevándose con él siete cohortes.
Volviendo Catón de Turdetania consiguió el sometimiento de ausetanos, suessetanos y sedetanos. El cónsul pudo aprovechar el malestar de sus aliados con los lacetanos, que habían aprovechado la expedición romana a Turdetania para asaltar sus poblados. Cuando el contingente romano llegó a la ciudad de los lacetanos, Catón mandó a parte de sus cohortes situarse a un lado y a las demás que se situaran en el lado contrario. Acto seguido ordenó a los aliados, suessetanos en su mayor parte, que atacaran la muralla. Los lacetanos, confiados en poder derrotar fácilmente a los suessetanos, abrieron una puerta y salieron a su encuentro; los suessetanos huyeron y los enemigos les persiguieron. Entonces el cónsul mandó a las cohortes entrar inmediatamente en el poblado, que sorprendieron a los lacetanos. Después de esto los lacetanos se rindieron.

## Tercera sublevación de los bergistanos

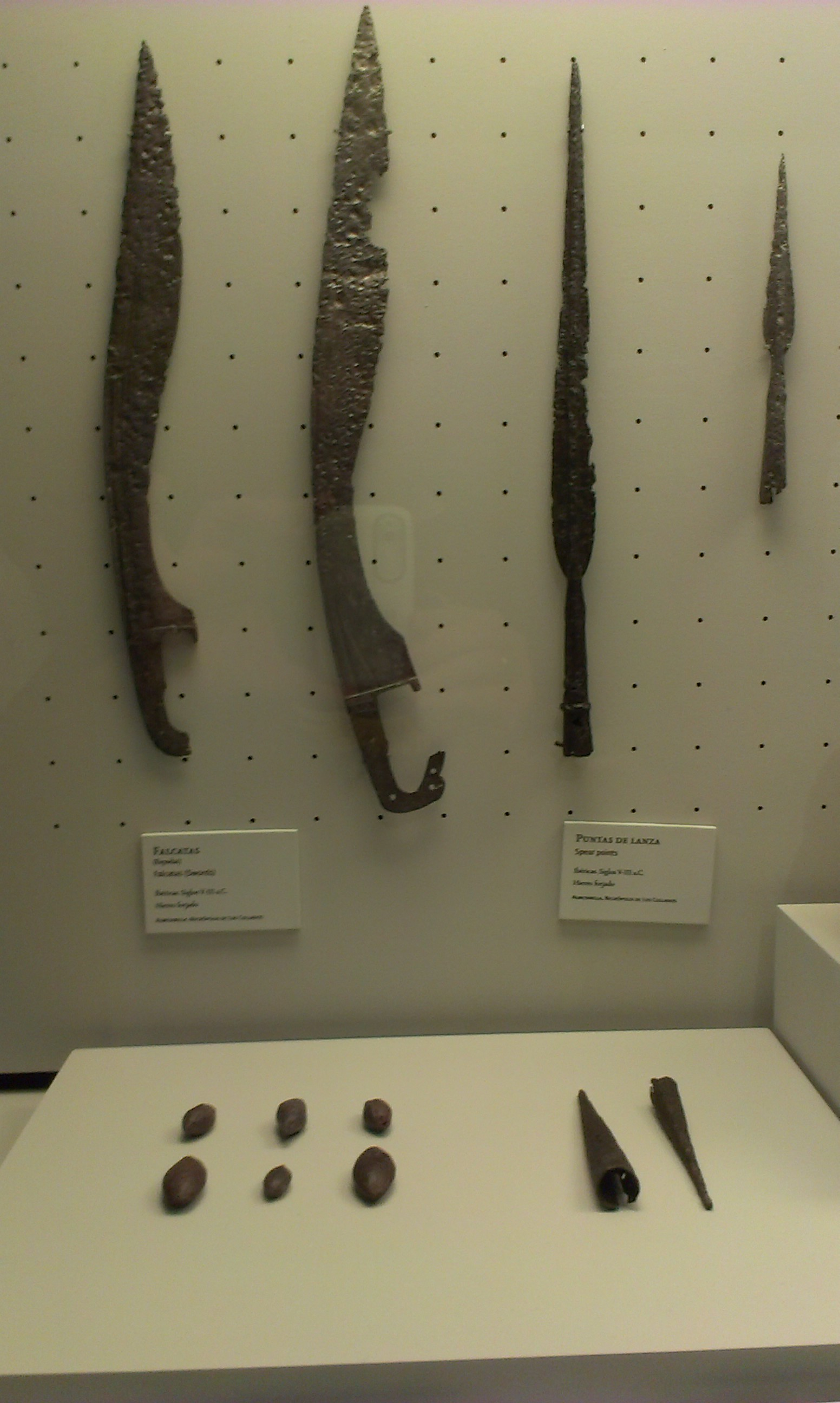
Falcatas, puntas de lanza y glandes de honda procedentes de la provincia de Córdoba, armas típicas de los íberos.

Posteriormente el cónsul Marco Porcio Catón se dirigió de nuevo hacia la provincia Citerior, hacia el territorio de los bergistanos, que se habían rebelado de nuevo y resistían en la fortaleza de castrum Bergium. Al llegar a la ciudad el líder bergistano fue a ver a Catón para decirle que él y su pueblo todavía eran leales a Roma, y que eran unos forasteros los que se habían hecho con el control de la ciudad y eran hostiles a los romanos, y que además se dedicaban a saquear a los habitantes de la provincia Citerior. De esta manera, Catón idea una estrategia para probar si los bergistanos le eran o no leales, y de paso conquistar más fácilmente la plaza. Catón ordenó entonces al líder bergistano que él y sus leales ocuparan la ciudadela cuando empezara el asedio romano, orden que el bergistano cumplió; los bandidos quedaron entonces rodeados y fueron derrotados. Después de la batalla Catón ordenó que los ciudadanos que habían sido leales a su plan fueran liberados, los demás bergistanos esclavizados, y los bandidos foráneos ejecutados.

## Consecuencias

### Gestión de la victoria

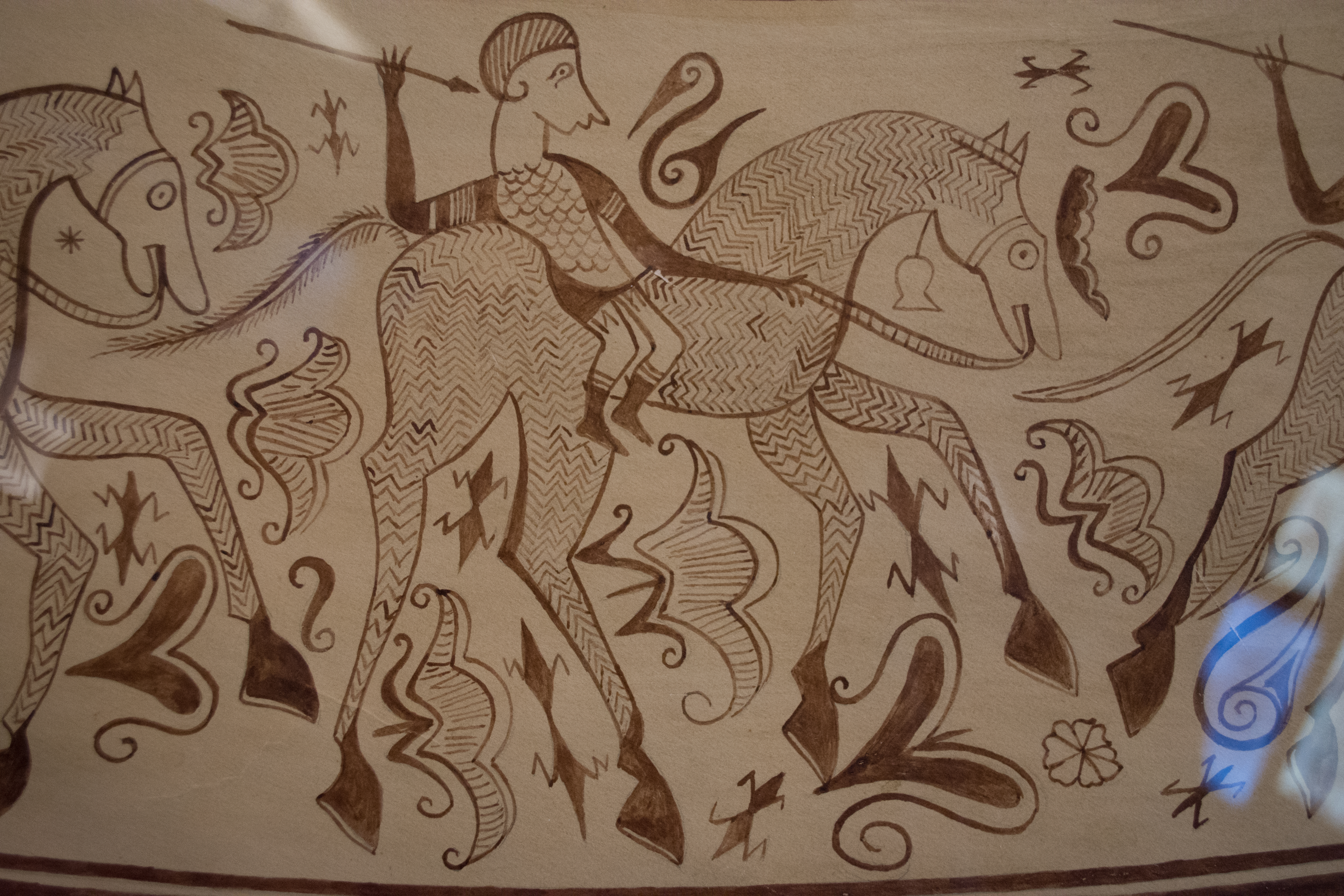
Jinete íbero en el Vaso de los guerreros. Museo de Prehistoria de Valencia.

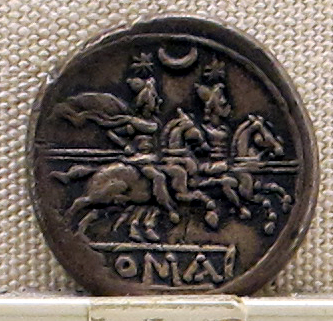
Denario de la época.

Una vez que hubo reducido a los insurgentes hispanos asentados en el territorio localizado entre el río Iberus y los Pirineos, Catón el Viejo dirigió su atención hacia la administración de la provincia. Durante su gobierno los ingresos aumentaron, al incrementarse los beneficios del Estado por la explotación de los recursos mineros, principalmente plata y hierro, así como de un gran monte de sal en el que el cónsul se interesó. Parece que Catón supo ver las razones que habían motivado la revuelta, seguramente los excesivos impuestos sobre los hispanos; de manera que reorganizó la recaudación, aumentando el beneficio que se quedaba en Hispania.
Estando todavía Catón en Hispania, fueron elegidos en Roma el nuevo cónsul que debía sucederle y los sucesores de los pretores. Fue elegido cónsul nuevamente Escipión el Africano, rival de Catón, y pretores Publio Cornelio Escipión Nasica para la provincia Ulterior y Sexto Digitio para la Citerior. La intención de Escipión era ser destinado a Hispania, pero el senado decidió que el destino del nuevo cónsul fuera Italia ya que las provincias hispanas habían sido pacificadas.
Debido a los éxitos de Catón en Hispania, el senado aprobó tres días de plegarias públicas; y resolvió también que los soldados que habían actuado en Hispania durante la revuelta fueran licenciados.
A finales del año 194 a. C. Marco Porcio Catón regresó a Roma con  un enorme botín de guerra consistente en 25 000 libras y 123 000 piezas en bigati de plata, 540 piezas de plata de Osca (Huesca) y 1400 libras de oro; todo ello arrebatado a los pueblos hispánicos en sus acciones militares. El Senado le concedió celebrar un triunfo, el cual se encuentra documentado en los Fasti triumphales. Catón repartió parte del botín entre los soldados que habían servido bajo sus órdenes.
La victoria en la guerra de Hispania supuso un gran espaldarazo a la carrera de Marco Porcio Catón, ya que le permitió alcanzar las cotas militares de sus adversarios. Este éxito le supuso, en concreto, poder codearse con su gran rival Escipión el Africano.
Al volver Catón el Viejo a Roma y llegar los nuevos pretores que le sucedieron en las provincias hispanas, se produjo nuevamente otra rebelión. El pretor Sexto Digitio se enfrentó en muchas ocasiones con los sublevados, perdiendo en los combates hasta la mitad de sus tropas.

### Continuación del proceso de conquista

#### Celtiberia

Los pueblos prerromanos de Hispania hacia el año 200 a. C.

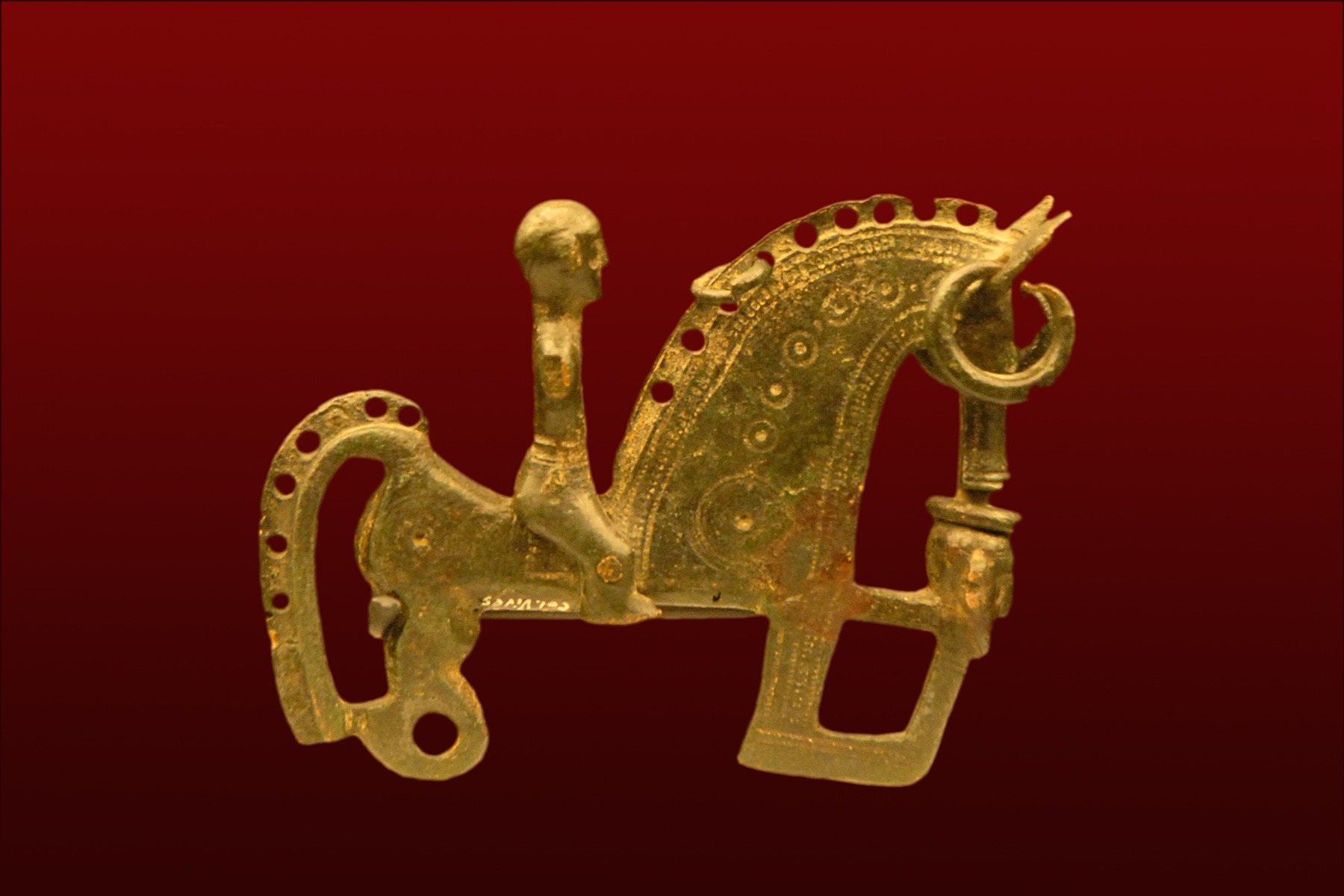
Fíbula celtíbera de bronce que representa a un jinete. Bajo la cabeza del caballo hay una cabeza humana cortada, quizá de un enemigo vencido. Este tipo de fíbulas se consideran un emblema de las élites guerreras. Siglos III-II a. C. M.A.N.

En Hispania, el proceso de conquista continuó después de las acciones de Catón; así, el procónsul Marco Fulvio Nobilior combatió posteriormente otras rebeliones. Después Roma empezó la conquista de Lusitania, con dos destacadas victorias: en 189 a. C. la obtenida por el procónsul Lucio Emilio Paulo Macedónico, y en 185 a. C. la obtenida por el pretor o procónsul Cayo Calpurnio Pisón.
La conquista de la Celtiberia fue iniciada en 181 a. C. por Quinto Fulvio Flaco, que consiguió vencer a los celtíberos y someter algunos territorios, obteniendo por ello el honor de una ovación en 191 a. C. Sin embargo, la mayor parte de las operaciones de conquista y pacificación las llevó a cabo el pretor Tiberio Sempronio Graco de 179 a. C. a 178 a. C. Sempronio tomó unas treinta ciudades y aldeas, utilizando diversos tipos de estrategias, a veces pactando y otras veces atizando la rivalidad entre celtíberos y vascones, y fundó sobre la ciudad ya existente de Ilurcis la nueva ciudad de Graccuris o Gracurris.

#### Lusitania
Posteriormente vendrían problemas desde la Lusitania, donde a partir del año 155 a. C. el caudillo Púnico realizó importantes campañas en territorio controlado por la República, saqueando territorios en la Bética y llegó hasta la costa del mar Mediterráneo, con los vetones como aliados. Logró grandes victorias como la conseguida ante los pretores romanos Marco Manlio y Lucio Calpurnio Pisón.
A partir del año 147 a. C. la república debería enfrentarse a un nuevo enemigo lusitano, el inicialmente pastor Viriato, que se convertiría a partir de entonces en gran quebradero de cabeza para Roma, tanto que se le llegó a llamar el terror de Roma. Consiguió huir de la matanza de Servio Sulpicio Galba en 151 a. C., y posteriormente se rebeló, consiguiendo diversas victorias frente a los romanos. Conquistó también varias ciudades, como Tucci (probablemente la actual Martos o Tejada la Vieja), y la región de Bastetania. Fue asesinado alrededor de 139 a. C.

## Las fuentes

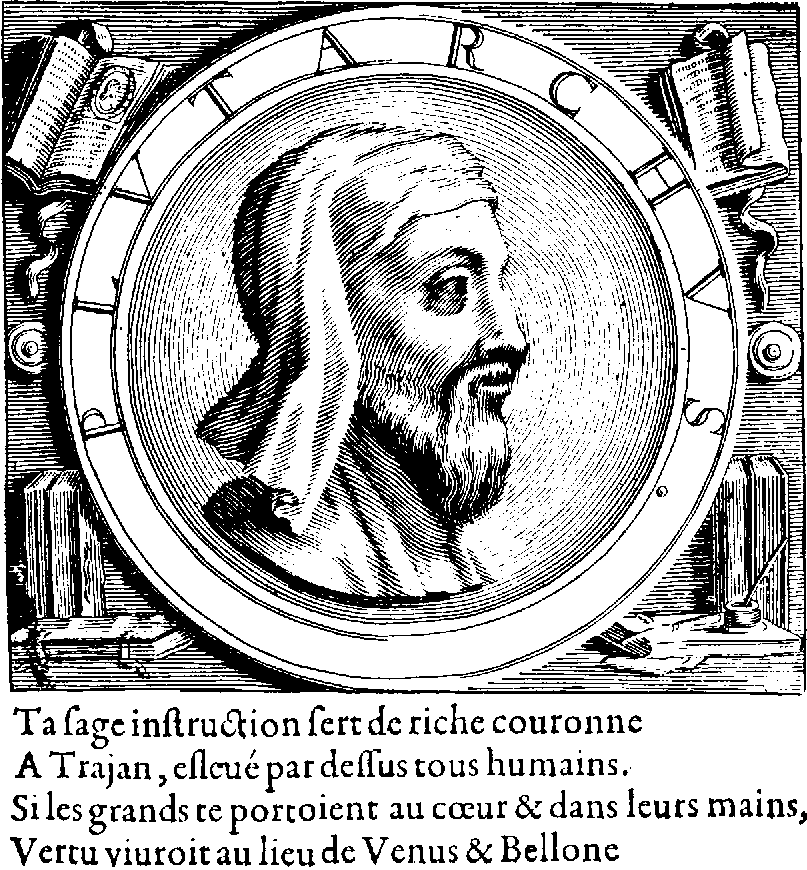
Vidas paralelas, de Plutarco. Traducción de Amyot, 1565.

El tratamiento del conflicto ha sido mayor y más exhaustivo que el de otras campañas similares acaecidas en Hispania. Seguramente el personaje de Catón el Viejo y sus obras fueran la causa, ya que despertaban gran interés en los autores posteriores. Entre éstos cabe mencionar a Plutarco y Apiano, pero sobre todo a Tito Livio, que fue quien trató con mayor extensión y profundidad el relato de los acontecimientos. Hay que señalar, sin embargo, que ningún autor ha recogido la campaña en su totalidad.

### Catón
En sus escritos Catón supo dar importancia a sus éxitos, sobre todo ayudado por la consecución del triunfo, que redundó aún más en los piropos que él mismo se dirigía. Además este fue el único episodio en su carrera en el que tuvo el mando supremo en un conflicto. Por ello es lógico que Catón hiciera gala de este éxito en la defensa de su consulado, para defenderse de las críticas de sus adversarios. Toda la narración de la campaña habría sido incluida en su obra posterior las Origenes, probablemente en el libro quinto, del que se han conservado algunos fragmentos.

### Plutarco

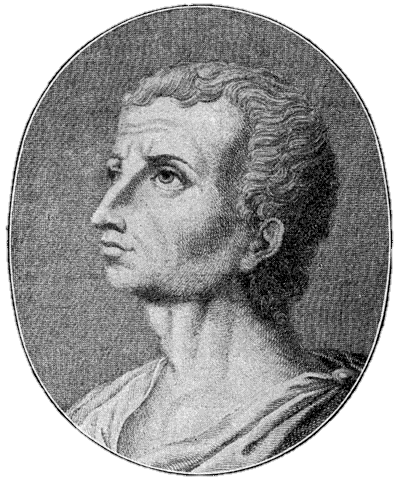
Tito Livio, autor de Ab Urbe condita libri.

La biografía de Catón el Viejo escrita por Plutarco (Vidas paralelas, Cato Maior) es la más detallada y la más influyente en cuanto al conocimiento del personaje de las que se han escrito. Su fuente es el propio Catón, como el propio Plutarco mismo indica en varias ocasiones. También se basa en Polibio, fuente así mismo de Cornelio Nepote, de quien obtuvo a su vez información el propio Plutarco. La obra de Plutarco, además, recoge información de diversos autores y permite obtener de esta forma una visión global del personaje.

### Apiano
Apiano aborda la narración de la campaña en su obra Iberia, concretamente entre los capítulos 39 y 41. Según E. Gabba es un autor creíble dependiendo de cual sea su fuente para cada tema concreto. En este sentido parece ser que en el caso de que nos ocupa Apiano empleó las más fiables. En gran parte se basa directamente en el propio Catón para narrar los sucesos, mientras que en otras se basa en Livio. En el capítulo 41, noticia sobre la destrucción de las murallas, parece que Apiano retoca la versión de Livio o que recoge esa manipulación de un autor posterior.

### Tito Livio
El tratamiento que Tito Livio hace de la campaña es el más extenso y exhaustivo de los que se conservan, y es el que sirve de referencia principal para montar la historia; cabe destacar en este sentido que varios episodios de la contienda están contenidos únicamente en su obra, como la descripción de Emporion. Livio trata el personaje de Catón el Viejo de una forma diferente al resto de la obra y con una gran profusión de detalles. El relato de los acontecimientos se encuentra en los libros XXXIII y XXXIV de su obra Ab Urbe condita libri. La principal fuente de Livio para la narración de la contienda es el propio Catón, mientras que para asuntos de índole más general se basó en la crónica oficial de las acciones del senado. Livio es, a su vez, la principal fuente de otros autores posteriores, como es el caso de Frontino.